# Luzim e Vila Cova
Luzim e Vila Cova es una freguesia portuguesa del municipio de Penafiel, distrito de Oporto.

## Historia
Fue creada el 28 de enero de 2013 en aplicación de una resolución de la Asamblea de la República de Portugal promulgada el 16 de enero de 2013 con la unión de las freguesias de Luzim y Vila Cova, pasando su sede a estar situada en la antigua freguesia de Vila Cova.

## Demografía
| Gráfica de evolución demográfica de Luzim e Vila Cova entre 2011 y 2021 |
|                                                                         |
| Datos según el nomenclátor publicado por el INE portugués.              |